# یواس‌اس کانینگام (دی‌دی‌جی-۱۷)
یواس‌اس کانینگام (دی‌دی‌جی-۱۷) (به انگلیسی: USS Conyngham (DDG-17)) یک کشتی بود که طول آن ۴۳۷ فوت (۱۳۳ متر) بود. این کشتی در سال ۱۹۶۲ ساخته شد.